# Olympische Sommerspiele 1980/Teilnehmer (Seychellen)
| Gelbes Symbol für Goldmedaillen mit stilisierten Olympischen Ringen | Graues Symbol für Silbermedaillen mit stilisierten Olympischen Ringen | Braundes Symbol für Bronzemedaillen mit stilisierten Olympischen Ringen |
| ------------------------------------------------------------------- | --------------------------------------------------------------------- | ----------------------------------------------------------------------- |
| —                                                                   | —                                                                     | —                                                                       |

Die Seychellen nahmen an den Olympischen Sommerspielen 1980 in Moskau, Sowjetunion, mit einer Delegation von elf Sportlern (neun Männer und zwei Frauen) teil. Es war die erste Teilnahme der Seychellen bei Olympischen Spielen.

## Teilnehmer nach Sportarten

### Boxen
- Michael Pillay
Weltergewicht: 2. Runde

- Ramy Zialor
Federgewicht: 2. Runde

### Leichtathletik
- Arthure Agathine
Dreisprung: 20. Platz in der Qualifikation

- Vincent Confait
4 × 100 Meter: Vorläufe
4 × 400 Meter: Vorläufe

- Antonio Gopal
110 Meter Hürden: Vorläufe

- Marc Larose
100 Meter: Vorläufe
4 × 100 Meter: Vorläufe
4 × 400 Meter: Vorläufe

- Bessey de Létourdie
Frauen, 100 Meter: Vorläufe
Frauen, 200 Meter: Vorläufe

- Albert Marie
Marathon: DNF
3000 Meter Hindernis: Vorläufe

- Margaret Morel
Frauen, 800 Meter: Vorläufe
Frauen, 1500 Meter: Vorläufe

- Casimir Pereira
200 Meter: Vorläufe
4 × 100 Meter: Vorläufe
4 × 400 Meter: Vorläufe

- Régis Tranquille
400 Meter: Vorläufe
4 × 100 Meter: Vorläufe
4 × 400 Meter: Vorläufe